# طريقة برادلي في الولادة الطبيعية
طريقة برادلي في الولادة الطبيعية (المعروفة أيضًا باسم «الولادة الطبيعية بمساعدة الزوج») هي طريقة الولادة الطبيعية التي طورها في عام 1947م الطبيب روبرت إية برادلي (Robert A. Bradley) (من 1917م إلى 1998م) وانتشرت من خلال كتابه الولادة الطبيعية بمساعدة الزوج (Husband-Coached Childbirth)،  الذي نُشر لأول مرة في عام 1965م. ويؤكد أسلوب برادلي أن الولادة هي عملية طبيعية: حيث يتم تشجيع الأمهات على الثقة بأجسامهن ويركزن على اتباع نظام غذائي وممارسة التمارين الرياضية طوال فترة الحمل وإعلام الأزواج لإدارة الولادة من خلال التنفس العميق والدعم بمساعدة الزوج.
يعتقد مُعلمو طريقة برادلي أنه - مع الإعداد الكافي والتعليم والمساعدة من المدرب المُحب والداعم - يمكن أن تلد معظم النساء بشكل طبيعي أو دون أدوية أو جراحة. وتؤكد أيضًا طريقة برادلي على التدابير التي يمكن اتخاذها للمساعدة في إبقاء النساء في صحة أفضل ومنخفضة المخاطر لتجنب المضاعفات التي قد تؤدي إلى تدخل طبي.
فالهدف الرئيس من طريقة برادلي هو صحة الأمهات والأطفال. حيث تجعل هذه الطريقة، في معظم الحالات، الولادة طبيعية (خالية من الأدوية) وهي أفضل وسيلة لتحقيق هذا الهدف. ويدعي المؤيدون لطريقة برادلي أن هناك نسبة 86% من الأمهات المتبعين لطريقة برادلي يلدن بصورة طبيعية دون الحاجة إلى الأدوية. إضافة إلى وجود فصول لتعليم التغذية والاسترخاء والتنفس الطبيعي وتقنيات أخرى مثل إدارة الألم إلى جانب المشاركة النشطة من جانب الزوج كمدرب. ويُلقن الآباء ليكونوا على دراية بخدمات الولادة ويتحملون مسؤولية اتخاذ القرارات المستنيرة بشأن الإجراءات والمرافقين ومسقط الرأس.
فهذه الطريقة نفسها هي الأولى في جميع التطبيقات التي أطلق عليها دكتور برادلي الاحتياجات الستة للمرأة في حالة المخاض، ولا سيما معظم عمليات الاسترخاء والتنفس البطني العميق والكامل، لكنها تتضمن أيضًا الهدوء والظلام والعزلة والراحة البدنية والعيون المغلقة والظهور في المنام. ثانيًا، تعتمد طريقة برادلي بشكل كبير على تدريب الآباء ليكونوا فاعلين أو شركاء. وعادة ما يضيف معلمو طريقة برادلي هذه التقنيات الأولية مع التدريب في مواقع العمل المختلفة والتدابير المريحة. لكي يتم التحكم تمامًا في القدرة على الاسترخاء واستخدام أدوات الإغاثة المؤلمة، يتعلم الأزواج العديد من تقنيات الاسترخاء المختلفة ويُشجعون على ممارسة هذا الاسترخاء بصورة يومية، لذلك يمكن للأم الاعتماد على استجابة الاسترخاء المشروط لصوت ومشاعر زوجها.
دخلت طريقة برادلي في طب التوليد عام 1947م، في الوقت الذي كانت تقوم فيه الأمهات بضبط النفس في الأَسِرَّة الكبيرة وارتداء الخوذات الواقية لحماية رؤوسهن من التخبط في جانبي السرير بسبب تأثير الأدوية التي يتناولنها. وكان يُطلق على طب التوليد في هذا العصر «الولادة بالضرب والسحب» عندما أُشيع استخدام التخدير الجزئي والتخدير العام عند الولادة في المستشفى، لذا قرر تطوير طريقته الخاصة. وبعد أن قام بتربية بعض الحيوانات في المزرعة وشاهد ميلاد العديد من الحيوانات كجزء من حياة المزرعة، اعتقد دكتور برادلي أن المرأة مثل الحيوانات التي تابعها وهي تنمو ويمكن أن تُنجب دون تعاطي الأدوية أو وجود ألم. وبناءً على ملاحظات تعرق الثدييات أثناء المخاض والولادة، فقد قام دكتور برادلي بتطوير طريقة الولادة ليُعلم النساء فعل أشياء تفعلها أمهات الحيوانات بطريقة غريزية. وبعد فترة وجيزة بدأ في تنفيذ طريقته الجديدة للولادة مع الممرضات الحوامل كتجربة، وبدأ دكتور برادلي يعتقد أن وجود ودعم الأب أثناء المخاض والولادة من الأمور المهمة لنجاح الأم في اجتياز هذه المرحلة. حيث أصبح رائدًا في مشاركة الآباء في عملية الولادة وفي نهاية المطاف وسع طريقته للولادة لتشتمل على التعليمات الشاملة للأب للمساعدة في الولادة.
ويكون محاضرو طريقة برادلي مُعتمدين من الأكاديمية الأمريكية للولادة الطبيعية بمساعدة الزوج.

## وصلات خارجية
- Official website